# مؤنسه بنت صبیح
ام‌محمّد مؤنسه بنت صُبَیح (؟ - ۱۳۴۸) بانوی محدّث مصری در نیمهٔ اول سدهٔ هشتم هجری بود.  